# Myristica velutina
Myristica velutina är en tvåhjärtbladig växtart. Myristica velutina ingår i släktet Myristica och familjen Myristicaceae.

## Underarter
Arten delas in i följande underarter:
- M. v. breviflora
- M. v. velutina